# Műszaki Egyetem (Kolozsvár)
A kolozsvári Műszaki Egyetem (románul Universitatea Tehnică din Cluj-Napoca, UTCN) a város második legnagyobb létszámú felsőoktatási intézménye, a Babeș–Bolyai Tudományegyetem után, amelyik egyben az ország legnagyobb egyeteme mind a karok, mind a hallgatók számát tekintve.

## Története

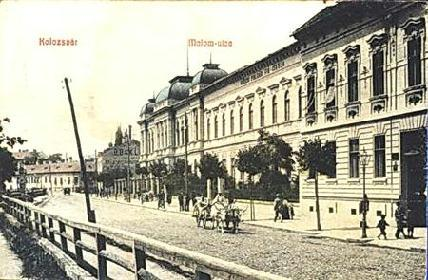
A Malom utcai másik épület régi képeslapon. Épült 1896–1898 között szakiskolának és múzeumnak Pákei Lajos tervei alapján.

Az első világháborút követően az Erdélyben alapított ipari vállalatoknak (Aranyosgyéres, Nagybánya, Brassó, Pusztakalán) jól képzett műszaki szakemberekre volt szükségük. Az igények kielégítésére 1920. február 1-jén alakult az első Școala superioară industrială (Felsőfokú Ipari Iskola), amely sorozatos átszervezések után 1922-ben Școala de conductori tehnici (Művezetői Iskola) lett. Abban az időben Romániában ez volt az egyetlen elektromechanikai profilú intézmény. Szintén 1920-ban alakult a másik műszaki oktatási intézmény, a Școala de conductori de lucrări publice (Közmunkálatok Művezetői Iskolája), amely út- és hídépítésre szakosodott. A művezetői iskolát 1937-ben almérnöki iskolává szervezték át. Az 1938-39-es tanévtől kezdve a diáklétszám száz fő felé emelkedett.
1947-ben az Oktatási Minisztérium Műszaki Főiskola létesítését határozta el három karral: építőmérnöki, elektro-gépészmérnöki és erdészeti. 1948-ban a tanügyi reform során megalakult a Gépészeti Intézet két tagozattal: hőtechnika és munkagépek. A műszaki értelmiségiek iránti növekvő igény oda vezetett, hogy a Gépészeti Intézetből megalakult a kolozsvári Műszaki Főiskola (Politechnika). Az intézetben 1953-ig magyar nyelvű oktatás is folyt.
1989 után a romániai felsőoktatás igyekezett igazodni a nyugati oktatási rendszerhez, ennek a folyamatnak a során jött létre 1992-ben a Műszaki Egyetem.

## Karok
Az egyetem nyolc karral működik: 
- Automatika és Számítógépek Kara
- Elektronika, Távközlés és Információtechnológia Kar
- Villamosmérnöki Kar
- Építőipari Kar
- Gépgyártási Kar
- Gépészeti Kar
- Anyagmérnöki Kar
- Építészeti és Urbanisztikai Kar.

Az egyetemen több mint 600 tanár keze alatt több mint 12 000 diák tanul.